# Roger Kolo

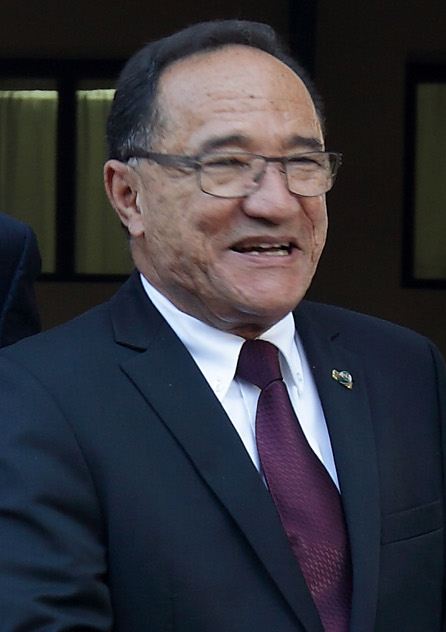
Roger Kolo (2014)

Christophe Laurent Roger Kolo (* 3. September 1943 in Belo sur Tsiribihina) ist ein madagassischer Mediziner und war vom 11. April 2014 bis zum 12. Januar 2015 Premierminister Madagaskars.

## Leben
Kolo Roger, wie er nach madagassischem Brauch bezeichnet wird, der den Vornamen nachstellt, wurde als Sohn eines Postbeamten und späteren Bürgermeisters von Morondava geboren.
Nach dem Schulabschluss an der Jesuitenschule in Antananarivo studierte er an der Universität Antananarivo und der Universität Genf, wo er 1982 sein Diplom für Medizin erhielt. In der Folgezeit arbeitete er als Assistenzarzt am Universitätsklinikum in Genf und spezialisierte sich auf das Fach Radiologie, über das er auch promovierte. 1997 eröffnete er ein privates Radiologie-Labor, dem 2001 ein zweites Labor folgte. Kolo ist Mitglied der Schweizerischen Gesellschaft für Radiologie und der Französischen Gesellschaft für Radiologie.
Im Jahre 2013 kehrte Kolo nach Madagaskar zurück, um bei der bevorstehenden Präsidentschaftswahl zu kandidieren. Seine Kandidatur wurde allerdings vom Wahlgericht zurückgewiesen, da er nicht die geforderten vollen sechs Monate vor dem Wahltermin im Lande verbracht hatte. Daraufhin schloss er sich der politischen Bewegung des Kandidaten Hery Rajaonarimampianina an, der im zweiten Wahlgang zum Präsidenten gewählt wurde. Am 11. April 2014 wurde Kolo vom Präsidenten Madagaskars als Premierminister ernannt. Kolo trat am 12. Januar 2015 von seinem Amt zurück.

## Privates
Roger Kolo ist verheiratet und hat drei Kinder. Neben der madagassischen besitzt er auch die schweizerische Staatsangehörigkeit.